# Lobelia beaugleholei
Lobelia beaugleholei là loài thực vật có hoa trong họ Hoa chuông. Loài này được Albr. mô tả khoa học đầu tiên năm 1992.